# Block-notes di un regista
Block-notes di un regista è un documentario televisivo diretto da Federico Fellini nel 1969.

## Trama
A Cinecittà esplode una tempesta che colpisce il set de Il viaggio di G. Mastorna, detto Fernet. Come afferma fuori campo lo stesso regista, il film non si farà. In compenso, è pronto un nuovo progetto ambientato nella antica Roma: il Fellini Satyricon.
Il documentario riprende, pertanto, alcuni backstage e provini, alternati da piccoli sketch.

## Produzione[1]
Il film fu prodotto dalla televisione americana. Si tratta di un episodio girato per la serie NBC Experiment in Television.
La maggior parte del montato venne curato dallo stesso regista, con la supervisione del collaboratore Ruggero Mastroianni. L'opera è a metà tra il reportage e la fiction, in quanto, come sostenne Fellini: «Un documentario è reale solo se ci dice falsità».
A seguito del successo, la Rai emulò tale esperimento con I clowns. Il film è stato girato interamente a Cinecittà.

## Distribuzione
Mandato in onda negli USA il 15 marzo del 1969, il film fu, successivamente, riproposto in home video in formato VHS o come extra di altri lungometraggi pubblicati in dvd del regista romagnolo.
Nel 2019 fu restaurato dalla Cineteca di Bologna e inserito nella retrospettiva Il Cinema Ritrovato.

## Accoglienza[3]
Lino Miccichè (Avanti!) osservò che nel documentario «vi sono  alcune sequenze di rara bellezza - come quelle dei relitti delle costruzioni e dell'astronave del Mastorna».
Morando Morandini lodò il film, riprendendo le parole del collega Miccichè, considerandolo un esperimento «in bilico tra finzione e saggio».